# アメリカ合衆国の社会

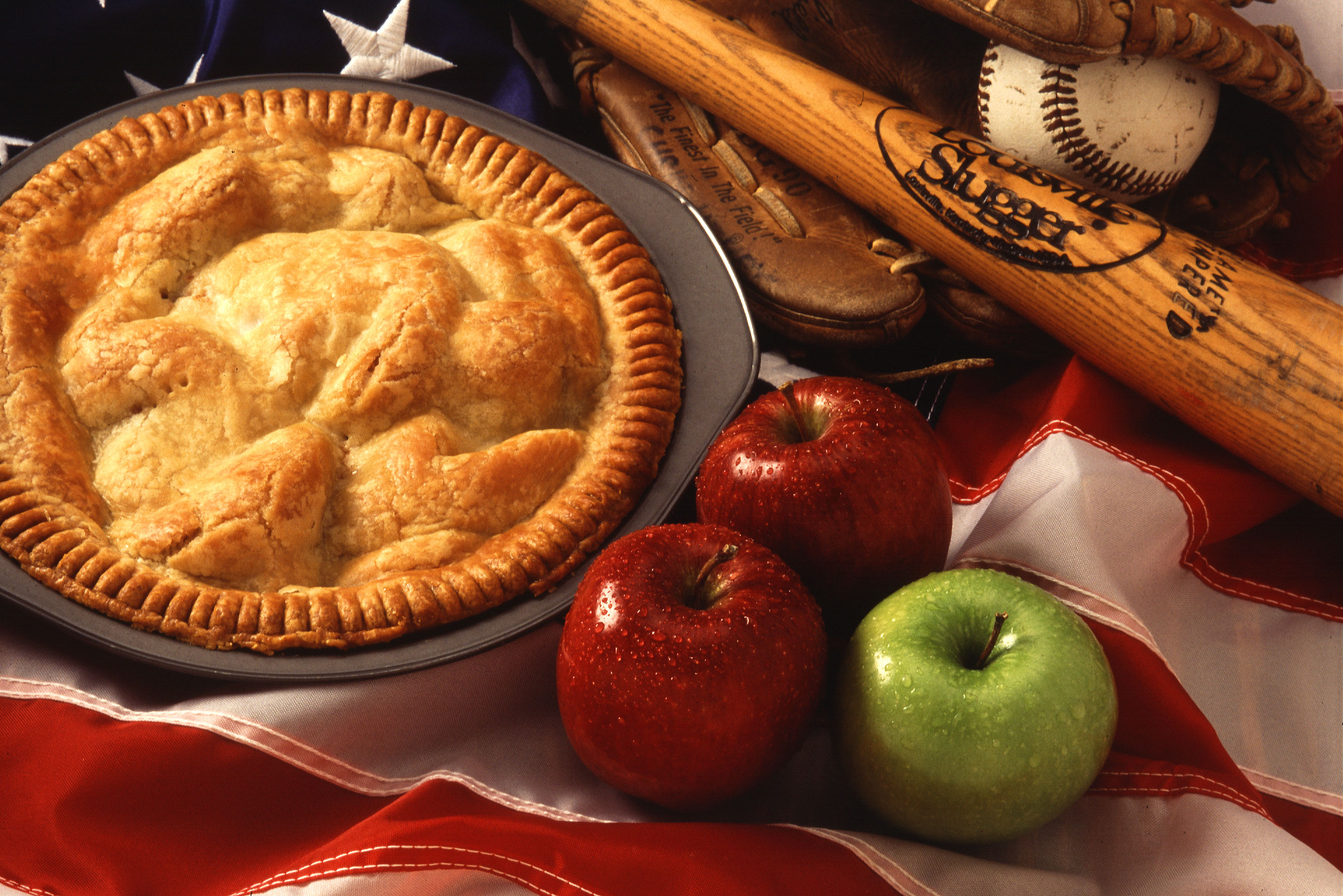
アメリカ文化の象徴、アップルパイ、野球およびアメリカ合衆国の国旗

アメリカ合衆国の社会（アメリカがっしゅうこくのしゃかい）は、西洋文化であり、アメリカ合衆国が1つの国になるかなり前から発展してきており、方言、音楽、芸術、料理など特異な性格を持ち展開を遂げてきた。その歴史を通じて大変多くの国からの大規模な移民を受け容れてきた結果、多様化し多文化を持つ国となっている。
その初期にはイギリスやアイルランドの開拓者から大きな影響を受けた。アメリカの植民地は英語や法体系など文化的継承を拡げたイギリスと植民地として結びついていたためにイギリス文化から萌芽期の影響を受けた。他にも西ヨーロッパの国々から重要な影響を受けた。
アメリカ合衆国は伝統的に人種のるつぼと呼ばれてきたが、最近の展開は文化の多様性や複数共存となる傾向にあり、人種の坩堝よりもサラダボウルのイメージがある。アメリカ文化の拡がりのために、国内には多くの統合されてはいるが特異なサブカルチャーがある。アメリカ合衆国における個人の文化的属性は通常、社会階級、政治的傾向および先祖からの伝統のような多くの人口動態的性格に依存してきた。アメリカ文化に最も強く影響を与えたのは北部ヨーロッパの文化であり、著名なものはドイツ、アイルランドおよびイギリスの文化である。大きな地域的またサブカルチャーの違いもあり、アメリカ文化を不均一なものにしている。

## 社会階級と労働
今日のアメリカ人の大半は自分のことを中流階級としているが、アメリカ社会とその文化はかなりの程度に細分化されている。社会階級は一般に教育を受けた程度、収入および職業的地位の組合せで表現されており、アメリカでは最大級に文化的影響を持つものである。合衆国における日常の相互作用と消費者行動のほとんど全ての文化的側面が国の社会構造の内側に占める個人の位置によって導かれている。
明確な生活様式、消費パターンおよび価値観は異なる階級と結びつけて考えられている。例えば初期社会経済学者のソースティン・ヴェブレンは、社会階層の頂点にいる者達は人目を引くレジャー（衒示余暇）と同様に人目を引く消費（衒示消費）も行っていると述べた。中上流階級の者は通常、教育の程度と価値観の上位にあるものとしての洗練されていることとを同一視する。この特別の社会階級に属する者は、権威、知識およびそれ故に信頼性を指向する直接的な方法で話をする傾向にある。彼等はデザイナーブランド衣料のようないわゆる贅沢品の消費に関わる傾向にある。天然材料や有機食品に対する強い指向、および健康意識が強いことが中上流階級の顕著な特性になりつつある。中流階級に属する者はより教育を受けており、レジャーや旅行に時間と金を使うことができることもあって、概してその視野の地平を拡げることに価値を見出している。労働者階級に属する者は「本当の仕事」と考えるものを行うことに大きな誇りを持っており、度重なる経済的不安定さに対して安全弁として働く大変密な一族のネットワークを保っている。労働者階級のアメリカ人は中流階級の多くの者と同様、職業的疎外感に直面する可能性がある。概念を作り、監督しその考え方を分け合うために雇われる中上流階級の専門家とは対照的に、多くのアメリカ人は職場で自主性や独創性を発揮する可能性は低い。その結果ホワイトカラーの専門家は自分の仕事に著しく満足する傾向にある。極最近では収入の中央値付近にある階層が依然として中流意識にあるものの、経済的不安定さに直面することが多くなってきており、労働者階級多数派の考え方を支持するようになった。
政治行動は階級によって影響されている。裕福な階級は投票に行く傾向が強く、教育水準や収入によって民主党と共和党のどちらに投票するかを決める傾向がある。収入が高い者は健康管理施設を多く利用できるので平均余命が高く、乳児死亡率が低く、健康を増加させるので、収入は健康にも大きな影響がある。

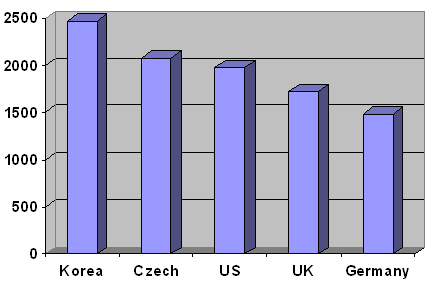
各国の労働時間、国際連合とCNNの報告による

アメリカ合衆国では職業が社会階級の主要素の一つであり、個人のアイデンティティと密接に結びついている。アメリカ合衆国では常雇い被雇用者の週当たり平均労働時間は42.9時間であり、人口の30%は週40時間以上働いている。しかし、所得で区分して上位40%に入る人の多くは週50時間以上働いていることに注意すべきである。2006年第1および第2四半期で平均的なアメリカ人は時給16.64ドルを稼いでいた。全体的にアメリカ人は工業時代の終わった他の先進国の労働者よりも良く働いている。デンマークの平均的労働者は年間30日の休暇を楽しむのに対し、平均的アメリカ人のそれは16日に過ぎない。2000年に平均的アメリカ人は年間1,978時間働いたが、この数字は平均的ドイツ人労働者よりも500時間多く、チェコの平均より100時間少ない。アメリカ合衆国の労働者は全体として工業時代の終わった他の先進国（韓国を除く）の労働者よりも働いているために世界でも最も生産性が高い（時間当たりではなく、全体とした評価）。アメリカ人は働くことと生産的であることに重きを置いており、忙しいことと縦横に働くことが尊敬を得る手段としても機能している可能性がある。

## 人種・民族
アメリカ合衆国における人種は身体的特徴と肌の色に基づいており、国として認知される以前からアメリカ社会を形作る時に基本的な役割を演じてきた。1950年代の公民権運動の時まで、人種的少数者は差別に遭い、社会的にも経済的にも疎外されていた。今日、アメリカ合衆国商務省国勢調査局は先住民族すなわちインディアン、アフリカ系アメリカ人、アジア系アメリカ人および白人（ヨーロッパ系アメリカ人）の4つの人種を認めている。アメリカ合衆国政府に拠れば、ヒスパニック系アメリカ人は事実上人種ではなく民族集団とされている。2000年国勢調査で、白人は人口の75.1%を占め、ヒスパニックあるいはラテン系は人口の12.5%を占めるを占める少数民族となっている。アフリカ系アメリカ人は12.3%、アジア人は3.6%、インディアンは0.7%となっている。
1865年12月6日にアメリカ合衆国憲法修正第13条が批准されるまでは奴隷社会だった。北部諸州は18世紀後半と19世紀前半にその領土内での奴隷制を違法化していたが、その工業化経済は奴隷労働で生産される原材料に頼っていた。1870年代のレコンストラクション時代に続いて、南部州は合法の人種差別を定めたジム・クロウ法で人種隔離を始めた。1930年代までアメリカ中で私刑が起こっており、南部では公民権運動の時代まで続いた。アジア系アメリカ人も合衆国の歴史の大半で疎外されていた。1882年から1943年まで、アメリカ合衆国政府は中国人排斥法を定め、中国人移民が国内に入ることを禁じていた。第二次世界大戦の間、12万人の日系アメリカ人、その62%はアメリカ市民が日本人抑留キャンプに収容された。ヒスパニック系アメリカ人も分離などの差別に直面した。カリフォルニア州など多くの州では白人と見なされているが、通常は二番目の階級に甘んじている。
アメリカ合衆国における少数派人種は法律上あるいは既成事実でいわゆる主流社会から排除され疎外されてきた結果として、独自のサブカルチャーを発展させてきた。例えば1920年代にニューヨーク市のハーレムはいわゆるハーレム・ルネサンスの本場になった。ジャズ、ブルースとラップ、ロックンロールさらにはブルー・テイル・フライのような数多いフォークソングといった音楽がアフリカ系アメリカ人文化の領域内で創り出された。国中の多くの都市でチャイナタウンが見られるようになり、アジア料理はアメリカでも不可欠な要素になった。ヒスパニックの地域社会もアメリカ文化に劇的な変化を与えた。今日、アメリカ合衆国ではカトリック教徒が最大の会派になり、南西部やカリフォルニア州ではプロテスタント会派の教徒数を上回っている。メキシコのマリアッチや料理は南西部では普通に見られるものになり、ブリートやタコスのようなラテン系料理は国中のどこでもあるものになった。しかし、経済的格差や事実上の差別が続き、アメリカ合衆国の日常生活でも顕著な性格になっている。アジア系アメリカ人が栄達して世帯当たり収入の中央値や教育水準で白人を遙かに上回るようになったが、他の少数人種には同様なことは起こっていない。アフリカ系アメリカ人、ヒスパニックおよびインディアンは平均的に白人よりかなり収入が低く、教育水準も劣ったままである。2005年の統計で、白人の世帯当たり収入の中央値はアフリカ系アメリカ人のそれより 62.5%高く、アフリカ系アメリカ人の4分の1近くが貧困線以下の生活をしていた。さらにアメリカ合衆国における殺人事件の被害者でその 46.9%がアフリカ系アメリカ人であることは、21世紀に入ってもアフリカ系アメリカ人や少数人種が一般に直面し続けている多くの厳しい社会経済的問題があることを示している。
アメリカ文化の幾つかの側面は人種差別を成文化している。例えば、メディアの世界で持続するアメリカ文化における通常の概念は、黒人の外観が白人の外観よりも魅力がない、あるいは望ましくないというものだった。黒人は醜いという概念はアフリカ系アメリカ人の心理を著しく傷つけており、内面的人種差別として現れてきている。「ブラック・イズ・ビューティフル」と呼ばれる文化活動はこの概念を追い出そうとした。
| アメリカの人種 2008年              | アメリカの人種 2008年 | アメリカの人種 2008年 |
| 人種                               | 人口 (2008年推計)     | % 割合                |
| ---------------------------------- | --------------------- | --------------------- |
| 白人                               | 242,639,242           | 79.8                  |
| ヒスパニックでない白人             | 199,491,458           | 65.6                  |
| 黒人                               | 39,058,834            | 12.8                  |
| ヒスパニックでない黒人             | 37,171,750            | 12.2                  |
| アジア人                           | 13,549,064            | 4.5                   |
| ヒスパニックでないアジア人         | 13,237,698            | 4.4                   |
| 北アメリカ先住民                   | 3,083,434             | 1.0                   |
| ヒスパニックでない北アメリカ先住民 | 2,328,982             | 0.8                   |
| 太平洋諸島先住民                   | 562,121               | 0.2                   |
| ヒスパニックでない太平洋諸島先住民 | 434,561               | 0.1                   |
| 混血                               | 5,167,029             | 1.7                   |
| ヒスパニックでない混血             | 4,451,662             | 1.5                   |
| ヒスパニック                       | 46,943,613            | 15.4                  |
| 全人口                             | 304,059,724           | N/A                   |

| アメリカ人の先祖 2007年 | アメリカ人の先祖 2007年  | アメリカ人の先祖 2007年 |
| 民族                    | 人口 (2007年 USセンサス) | % 割合                  |
| ----------------------- | ------------------------ | ----------------------- |
| ヒスパニック            | 54,527,240               | 18.7                    |
| ドイツ人                | 50,885,162               | 16.5                    |
| 黒人                    | 38,584,434               | 14.0                    |
| アイルランド人          | 36,494,130               | 13.1                    |
| イングランド人          | 24,515,138               | 9.0                     |
| メキシコ人              | 20,640,711               | 7.3                     |
| アメリカ人              | 20,625,093               | 7.3                     |
| イタリア人              | 17,823,555               | 6.0                     |
| フランス人              | 11,846,018               | 4.0                     |
| ポーランド人            | 9,977,444                | 3.2                     |
| ユダヤ人                | 6,444,000                | 2.3                     |
| スコットランド人        | 4,890,581                | 1.7                     |
| オランダ人              | 4,542,494                | 1.6                     |
| ノルウェー人            | 4,477,725                | 1.6                     |
| スウェーデン人          | 4,418,310                | 1.6                     |
| インディアン            | 4,119,301                | 1.5                     |
| プエルトリコ人          | 3,406,178                | 1.2                     |
| ロシア人                | 3,152,214                | 1.0                     |
| 中国人                  | 2,432,585                | 0.9                     |
| 合計                    | 281,421,906              | N/A                     |

## 集団への帰属

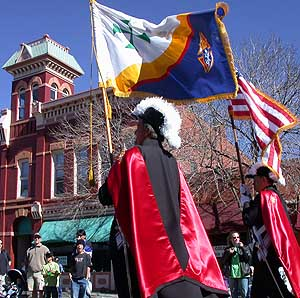
集団のアイデンティティを示す「ナイツ・オブ・コロンバス」

アメリカ合衆国は非常に多様化した国であるので、数多い組織や社会集団があり、個人は様々な理由をもとに集団に帰属する意識を引き出している可能性がある。特にホワイトカラーの専門職を持つ多くのアメリカ人はAPA、ASAあるいはATFLCのような専門職組織に所属しているが、ボウリング・アローンのような書物は、1950年代や1960年代よりもその種の集団への帰属意識が少なくなったことを示している。今日、アメリカ人は特により高く経済的階梯を登り詰めた個人の間で、その仕事や職業的帰属を通じて多くのアイデンティティを引き出している。近年、職業上の同化によって多くの事務職や低レベルの被雇用者はその職業に新しく尊敬されるような肩書きを付けるようになってきた。例えば、「清掃作業員(Janitor)」の代わりに「衛生サービスエンジニア(Sanitation service engineer)」といった具合である。また多くのアメリカ人は非営利団体や宗教的組織に属し、そのような組織に対するボランティア活動を行っている。ロータリークラブ、ナイツ・オブ・コロンバスあるいはSPCAもがそのような非営利団体の例であり、大半はボランティアが組織を運営している。民族も特に最近移民してきた者達の中での集団帰属意識で別の重要な役割を演じてきている。アメリカの多くの都市には今も残っているチャイナタウンやリトル・イタリーのような民族居留地がある。地域的愛国心が集団のアイデンティティを提供することもある。例えば、ある人がカリフォルニア州あるいはニューヨーク市の出身であることをとくに誇っていたり、地元のスポーツチームのユニフォームを着たりすることである。AARP（アメリカ引退者協会）のような政治団体は、個人に集団内の同盟意識を提供するだけでなく、全国的政治の仕組みの中で政治的発言力を高めてもいる。職業、民族、宗教などの集団帰属が組み合わされると、アメリカ人は集団に基づくアイデンティティを引き出すことのできる多くの選択肢を持つことができるようになった。

## 技術、装置および自動車
アメリカ人は多かれ少なかれ新しい技術や新しい装置に魅力を感じることが多い。技術を通じて社会悪の多くが解決されるという考え方を共有する者が多い。現代世界の新しい技術革新はアメリカ合衆国でまず発明されたかまたはアメリカ人によって広く普及されたものも多い。例えば、電球、航空機、トランジスター、原子力、パソコン、テレビゲームおよびネットショップであり、またインターネットの普及である。しかし日本と比較すると電子装置の極一部しかアメリカでは発売されておらず、トイレのような家庭用品にはアジアの一部の地域で見られるようなリモコンや電子スイッチがついていることも希である。
自動車は個人の私的日常生活であれ、芸術や娯楽の領域であれ、アメリカ文化に大きな役割を演じている。都市の郊外が開発され、労働者は都会まで通勤する必要性が生じたために自動車の普及を促した。2001年時点でアメリカ人の90%は車で通勤している。エネルギーと土地のコストが低いことで比較的大型で強力な車が好まれた。1950年代や1960年代の文化はモーテルやドライブインレストランなど自動車に関わるものが多かった。アメリカ人は自動車運転免許を取得することを通過儀式と見なす傾向がある。比較的少数の大都市域以外では、大半のアメリカ人が自動車を所有し運転することを必要と考えている。ニューヨーク市は世帯の半数以外が車を所有しない例外的存在である。

## ドラッグ、酒および喫煙
アメリカ人のドラッグやアルコール飲料に対する態度はこの国の歴史を通じて著しく変遷してきた。19世紀にアルコールが手に入りやすくなって消費され、その他のドラッグ使用を規制する法律も無かった。禁酒運動と呼ばれるアルコール飲料を禁止する運動が19世紀後半に起こった。アメリカのプロテスタントに分類される幾つかの会派と女性クリスチャン禁酒同盟のような婦人団体がこの運動を支えた。1919年、アメリカ合衆国憲法修正第18条が成立しアルコールの販売が禁じられた。この禁酒法時代に全体としてアルコールの消費量は抑えられたが、以前は合法だった蒸留酒産業がアルコールを密売する犯罪組織に置き換えられただけだったので、アルコールを徹底的に禁じることは機能しないことが分かった。1931年にはアメリカ合衆国憲法修正第22条によって禁酒法は撤廃された。州や地方によっては「ドライ」（禁酒）を強制する権利を保持しており、今日でも一握りの郡部はドライのままである。
ベトナム戦争の時代には禁酒とはほど遠い方向に振れた。18歳という年齢で徴兵され戦争に駆り出されたが、まだビールを買うことができなかった。1970年から1975年にかけて50州のうち28州が法定飲酒年齢を18歳に引き下げた。引き下げ後まもなくして、若者をターゲットとしたユース・バーが流行し、飲酒施設を利用する年齢層が若年化する現象が起きた。その後、多くの州が法定飲酒年齢を21歳に戻したが、その影響は残り続けている。
1980年以降のトレンドはアルコールとドラッグを大きく規制する方向に向かった。しかしこの時代の焦点は、徹底的にアルコールの消費を禁じようとするよりも、アルコールに起因する犯罪行為だった。ニューヨーク州は1980年に飲酒運転を厳しく取り締まる法を制定した最初の州になった。この時以来他の全ての州がそれに倣った。「ジャスト・セイ・ノー・トゥ・ドラッグズ」運動が1960年代のより放縦な精神に置き換わった。
公衆の場での飲酒を戒める風潮・施策によって、アメリカ社会での飲酒は家飲みが主流となっている。第二次世界大戦終結後から20世紀末にかけてアメリカ全体で消費される酒類のうち、レストランや飲酒施設で消費される割合は90パーセントから30パーセントに落ち込み、飲酒施設の数も40パーセント減少している。しかし、アメリカ人一人当たりの酒の消費率にほとんど変化は無く、飲酒は他の薬物と同様に、公衆から隠れて楽しむプライベートな習慣となりつつある。

## 芸術
20世紀になると、映画や演劇といった映像、舞台芸術がヨーロッパだけでなくアメリカ合衆国で花開いた。映画産業においては、カリフォルニア州のハリウッドが世界を代表する映画製作のメッカとなり、チャールズ・チャップリン（イギリス出身）に代表される著名な俳優が世界各国から集うようになった。また、ヨーロッパでオペラあるいはオペレッタといった音楽劇が発達していた演劇界において、アメリカ合衆国ではミュージカルという音楽劇が発達し、ニューヨークのブロードウェーがそのメッカとして発展した。
音楽においては、19世紀中ごろにアフリカ大陸や南米大陸よりアメリカ合衆国南部に移住した人々によって、彼らの出身地のリズムから発生したブルースと呼ばれる独自の音楽が生まれた。ブルースには彼らの苦悩や絶望感がこめられており、彼らの心を乗せた哀愁漂う歌詞や旋律とともに大衆に広まった。やがて20世紀初頭にはジャズに発展し、西洋音楽との融合という形で広まり、即興演奏を中心とするビッグバンドの演奏形態によって酒場などのホールでの演奏を楽しませた。その他にもリズム・アンド・ブルース（R&B）、ゴスペル、カントリー・ミュージックなど、演奏の発祥とされる民族や宗教、地域の違いによって生まれた様々な音楽が時には融合し合い、アメリカ合衆国ポピュラー音楽は一層豊かなものとなっていった。

## スポーツ

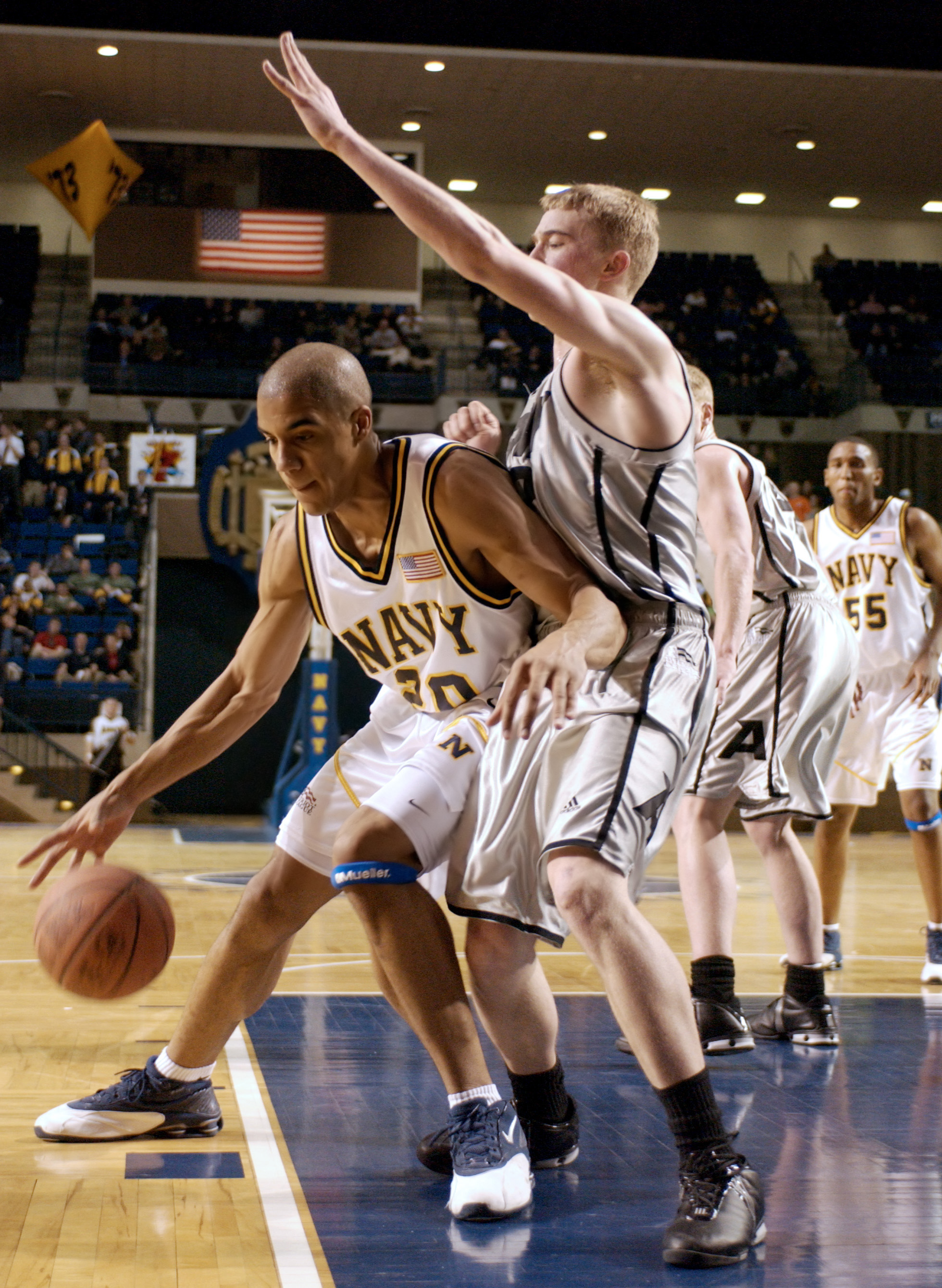
陸軍士官学校対海軍兵学校のバスケットボール試合

19世紀後半以来、野球が国民のスポーツと見なされてきた。アメリカンフットボール、バスケットボールおよびアイスホッケーを合わせて北米4大プロスポーツリーグになっている。大学のフットボールやバスケットボールも多くの観衆を惹き付けている。幾つかの調査によるとアメリカンフットボールはアメリカ合衆国で最も人気のある「見るスポーツ」になっている。昔はボクシングと競馬が良く観衆を集めたものだったが、ゴルフや自動車レース、特にNASCARのレースに凌駕されてきた。アメリカでのサッカーはまだそれ程のプロスポーツとして育っていないが、若者やアマチュアの間では広く行われている。テニスなど多くの屋外スポーツも人気がある。

## 食品と衣料

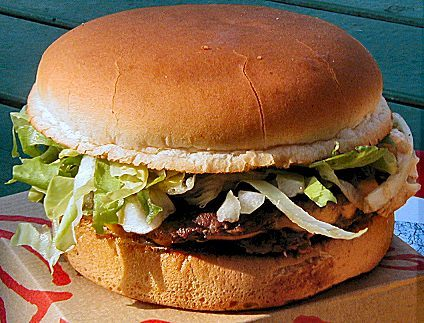
ハンバーガーはアメリカ合衆国で有名な食品である

アメリカ合衆国の料理は、大陸の広大さ、比較的多い人口（3億人）および多くの出身国の移民の影響により、非常に多様化している。家庭で供される食品は大変異なっており、国内の地域や家庭自体の文化的継承によっている。近年の移民は出身国の食品に類似したものを食する傾向にあり、またアメリカ風中華料理やアメリカ風イタリア料理のように出身国の料理をアメリカ化したものが好まれている。例えばベトナム料理、朝鮮料理およびタイ料理である。ドイツ料理に使われるジャガイモ、ヌードル、ロースト、シチューおよびケーキやペイストリーがアメリカとドイツで最も象徴的な食材であるので、特にアメリカ合衆国中西部ではアメリカ料理に豊富な影響を与えてきた。ハンバーガー、ポットロースト、ベークトハムおよびホットドッグのような料理はドイツ料理から派生したアメリカ料理の例である。アメリカ合衆国の様々な地域で独自の料理や調理様式を持っている。例えばルイジアナ州はそのケイジャンとクレオール料理で知られている。ケイジャンとクレオール料理はそれ自体独創的で特異なものであるが、フランス、アカディアおよびハイチの料理に影響されている。例えば、ザリガニのエトフェ、レッドビーンズ・アンド・ライス、シーフードあるいはチキンのガンボ、ジャンバラヤおよびブーダンである。イタリア、ドイツ、ハンガリーおよび中国の影響や、伝統的インディアン、カリブ海、メキシコおよびギリシャの料理も一般的なアメリカのレーパートリーに溶け込んできた。中西部出身の「中産階級」の家庭では、1週間の夕食に、例えばレストランピザ、家造りピザ、エンチラーダス・コンカルネ、チキンパプリカス、ビーフストロガノフ、およびザウアークラウト付きブラートヴルストを食するのはよくある話である。

仕事上の付き合いで着用する衣類は別にして、アメリカ合衆国における衣料は柔軟であり圧倒的に形式に拘らないスタイルである。アメリカの多様な文化的ルールが衣類にも反映されており、特に近年の移民のものがそうである。カウボーイハットとブーツおよびバイク用皮ジャケットは特にアメリカ様式の象徴的なものになっている。1850年代にサンフランシスコに移民してきたドイツ系ユダヤ人の商人リーヴァイ・ストラウスによって、ブルージーンズが労働着として普及され、1世紀後にはアメリカのティーンエージャーが採用した。現在では全世界で年齢、階級を問わず広く着用されている。一般的な大量生産の普段着と共に、ブルージーンズは世界のファッションを変えたアメリカ文化と言うことができる。アメリカではラルフ・ローレンやカルバン・クラインのような多くの世界をリードするデザイナーブランドも生まれた。アバクロンビー&フィッチやエコーのようなブランドは様々なニッチ市場に浸透した。

## 教育
アメリカ合衆国における教育は主に連邦政府、州政府および地方自治体という3つの組織からの統制と予算で行われている。小学校と高等学校レベルの学校に入学することは義務化されほとんど普遍化されている。
生徒は公立学校に行くか、私立学校に行くか、あるいは家庭内教育を受けるかを選択できる。大半の公立および私立学校では小学校、中学校および高校の3つのレベルに区分されている。児童・生徒は年齢によってグレードに分けられる。「カレッジ」や「大学(university)」と呼ばれる高等教育は小学校や高校とは別に管理されている。
2000年時点でアメリカ合衆国国内の幼稚園から大学院まで7,660万人が学んでいた。これらのうち12歳から17歳までの生徒の72%は、上級レベルに進学するものと判断された。義務教育の中では、520万人（10.4%）が私立学校に入学している。アメリカ合衆国の成人の中で、85%は高校を卒業しており、27%は学士以上の学位を持っている。

## 言語
アメリカ合衆国における公式ではないが主要な言語はアメリカ英語である。2000年国勢調査に拠れば、アメリカ人の97%は英語を十分に話すことができ、英語が81%は家庭内で話す唯一の言語だった。スペイン語を母語とする人口は3,000万人近くいた。国内で英語以外の母語と主張されている言語は300以上あり、先住民が話す言語（約150言語）や移民がもたらした言語がある。主に聾唖者が用いるアメリカ手話はアメリカで生まれたものである。ハワイ語もハワイ州以外では存在しないアメリカ生まれの言語である。スペイン語はアメリカで2番目に多く話されている言語であり、プエルトリコでは公式言語の一つになり、最も広く話されている。
アメリカ合衆国を方言で分ければ4つの地域がある。すなわち北東部、南部、内陸北部および中西部である。中西部アクセント（アメリカ合衆国では標準と考えられ、他の英語を話す世界での容認発音に似ている）がかつての大西洋岸中部から中西部を経て太平洋岸まで拡がっている。

## 宗教

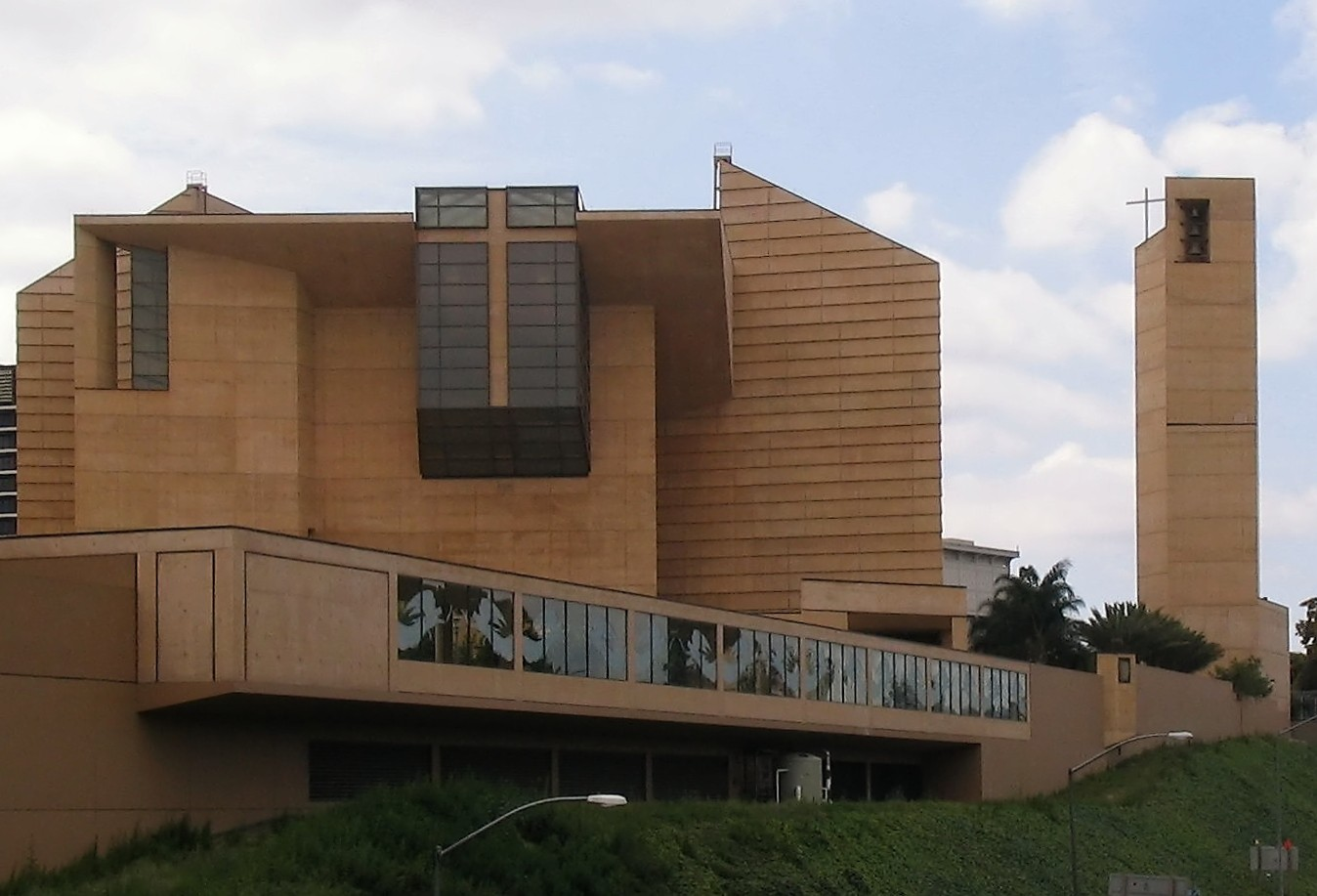
アワー・レディ・オブ・ザ・エンジェルス大聖堂、ローマ・カトリック教会ロサンゼルス大司教区の本部

歴史的にアメリカ合衆国の宗教の伝統はプロテスタントのキリスト教徒が支配的だった。今日、アメリカ合衆国人口の4分の3はキリスト教徒と言っており、プロテスタントが多数派 (56%)である。プロテスタントは多数の教派に分かれているので、単一の教派としてはローマ・カトリック (27%)が最大である。 他にはユダヤ教、ヒンドゥー教、イスラム教、仏教、モルモン教およびその他の新宗教（最も著名なものはウイッカ）が信仰されている。アメリカ人の約16%は無神論、不可知論、あるいは無宗教と答えている。
政府はいわゆる政教分離原則に則り、非宗教的な制度となっている。

## 家屋
第二次世界大戦の直後、アメリカ人は都市郊外の田舎よりは人口密度があるが都会ほどでもない地域に住み始めた。この動きは、自動車、広大な土地が利用できること、多くのまた長い舗装道路が便利になったこと、都会の中心では暴力行為が増えたこと、また郊外では家屋費が安くなったことなど多くの要因が結びついたものだった（ホワイト・フライト）。新しい一戸建て家屋は通常2階建てで単一の土地開発会社が開発した大きな家屋建設契約の一部だった。その結果生じた低い人口密度の状態は軽蔑的に「スプロール現象」とも呼ばれた。しかし、これも変化している。ヤッピー（若い都会派プロフェッショナル）や中上流階層、エンプティ・ネスト・シンドローム（子供の独立後、親が陥る憂鬱症）のベビーブーマーが都会の通常は集合住宅に戻り始めて、ホワイト・フライト（都市部から郊外への白人の移動）の逆行が起こった。ニューヨーク市マンハッタン区ローワー・イースト・サイドやシカゴのサウスループがその例である。その結果は多くの貧しい都市居住者を追い出すことになった（ジェントリフィケーション）。住宅価額が全国平均に近い都市は、都市圏の世帯当たり収入で中間値の80%から120%に相当する中間的収入層の地区を失ってきた。ここへきて、専門職層とか中上流層とも言われる中流階層の裕福な者達が金のかかる郊外の大きな家屋探求を止めた。この傾向は中流階級とその中でも特権階級の間に厳しい区別を生じさせたいわゆる中流階級スクィズのせいである。しかし、カリフォルニア州のような土地価格の高い地域では、より裕福な中流階級世帯が実際の中流階級に置き換わり、元の中中流階級地区を中上流階級地区に転換する傾向が起こっている。
田園地帯では、人々が仕事や娯楽を求めて都会に流れるにつれて、その人口減少が加速してきた。田園部からの大脱出は1940年代に起こった。近年では全人口の2%足らずしか農場に住んでいない（ただし、田園部に住んで通勤する者もいる）。電力と電話、また時にはケーブル網やインターネットサービスがほとんどどんな遠隔地でも利用できるようになった。子供達は都会と同様に高校までは学校に通い、農業は夏季や放課後のみ手伝うようになっている。

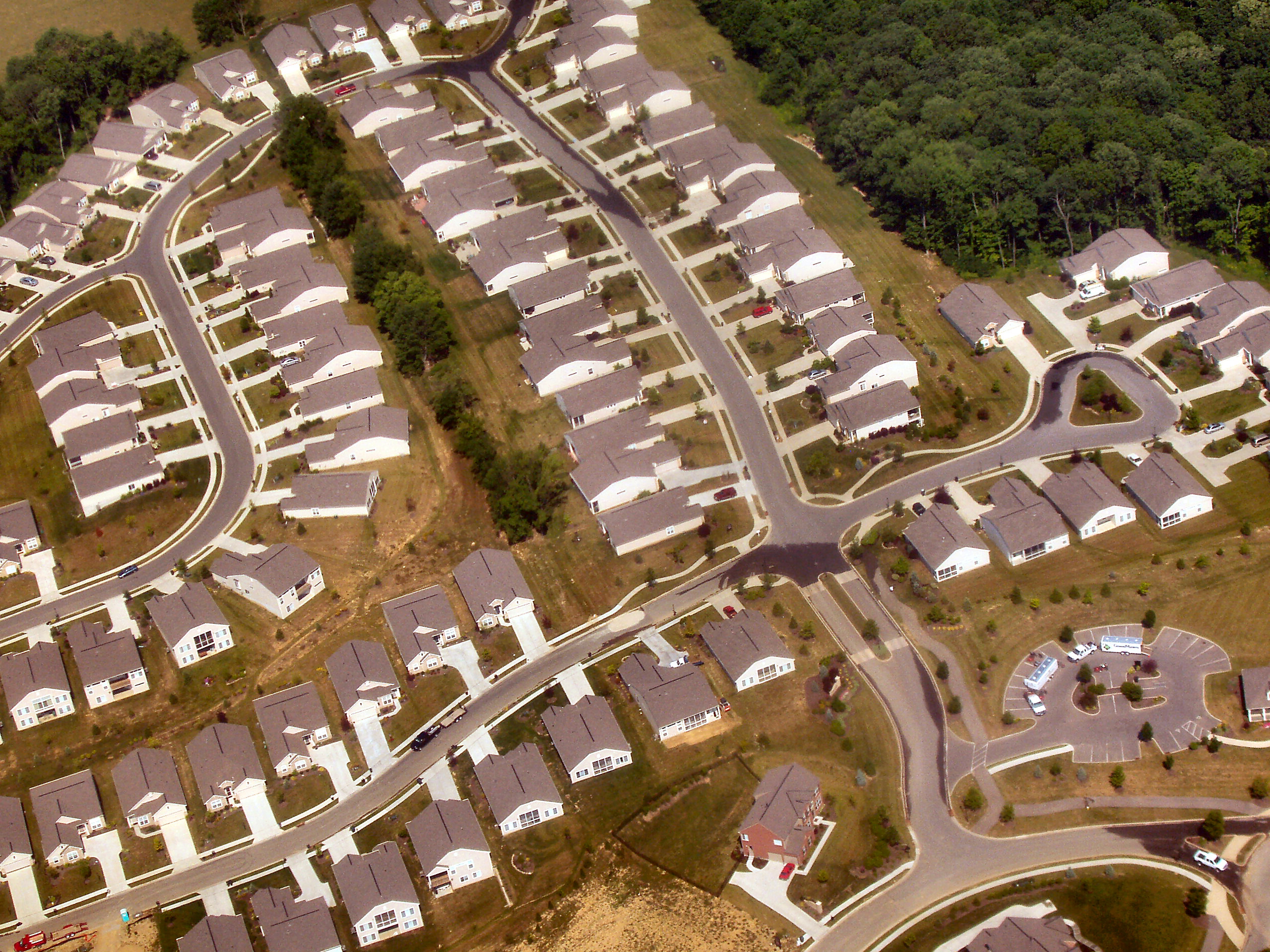
オハイオ州シンシナティに近いケンタッキー州の大型住宅開発地

アメリカ人のほぼ半分は郊外と呼ばれる場所に住んでいる。郊外の核家族は「アメリカンドリーム」の一部、すなわち結婚して子供をもうけた夫婦が郊外に家を持つこととして認識されてきた。この元型はマスメディア、宗教的慣習および政府の政策によって補強され、アングロサクソン文化の伝統に基づいている。郊外に住むことにおける最も大きな違いは家屋が家族だけで専有されることである。郊外は商業小売り地区、工業地域および時として公立学校とも分離された一戸建て地域になっている。しかし、多くの郊外は小規模ながら他の要素を受け容れて、その社会に多くに人を惹き付けるようになっている。
郊外や小さな町におけるよりも多くのアパートや連棟の家屋を含むかも知れない住宅とは別に、郊外に住むことから来る大きな差異は多くの異なるサブカルチャーの密度や多様さであり、また家屋に混じった商店や製造用建物の存在である。都会の住人は大量交通手段で動く傾向にあり、子供達は両親の運転する車よりも歩いたり自転車を使ったりする傾向にある。

## 両性の関係

### 交際、同棲および若年の性交渉
男女のカップルは宗教施設、職場、学校あるいは友人関係を利用して出逢う。パートナーを見付けようという人々を支援するよう工夫された「デート・サービス」はオンラインでもオフラインでも人気がある。過去数十年間の傾向は、結婚する前あるいはその代わりに同棲を選ぶカップルが増えてきたことである。2000年国勢調査に拠れば、970万組の異性同士が一緒に住んでおり、130万組の同性のカップルが同居している。これら同棲は多くの法の規制対象にはなっていないが、幾つかの州では結婚していないカップルを法的に支援するための同棲法や判例による慰謝料原則を持っている場合もある。
若年の性交渉は普通のことになっている。アメリカ人の大半は10代のうちに最初の性交渉を持っている。最近のデータではある者が18歳になるまでに女性の半分を少し超えた者、男性の3分の2近くが性交渉を経験したことを示唆している。性的に行動的な10代の半分以上がデートする性のパートナーを持っている。交際に関わるものを含む危険な性的行為が10代の間で「蔓延」している。アメリカ合衆国における10代の妊娠は1990年の1,000人当たり117人から2000年の同84人まで28%減少した。世界保健機関に拠れば、10代の妊娠率において2002年のアメリカ合衆国は170カ国中84位になっている。

### 結婚と離婚

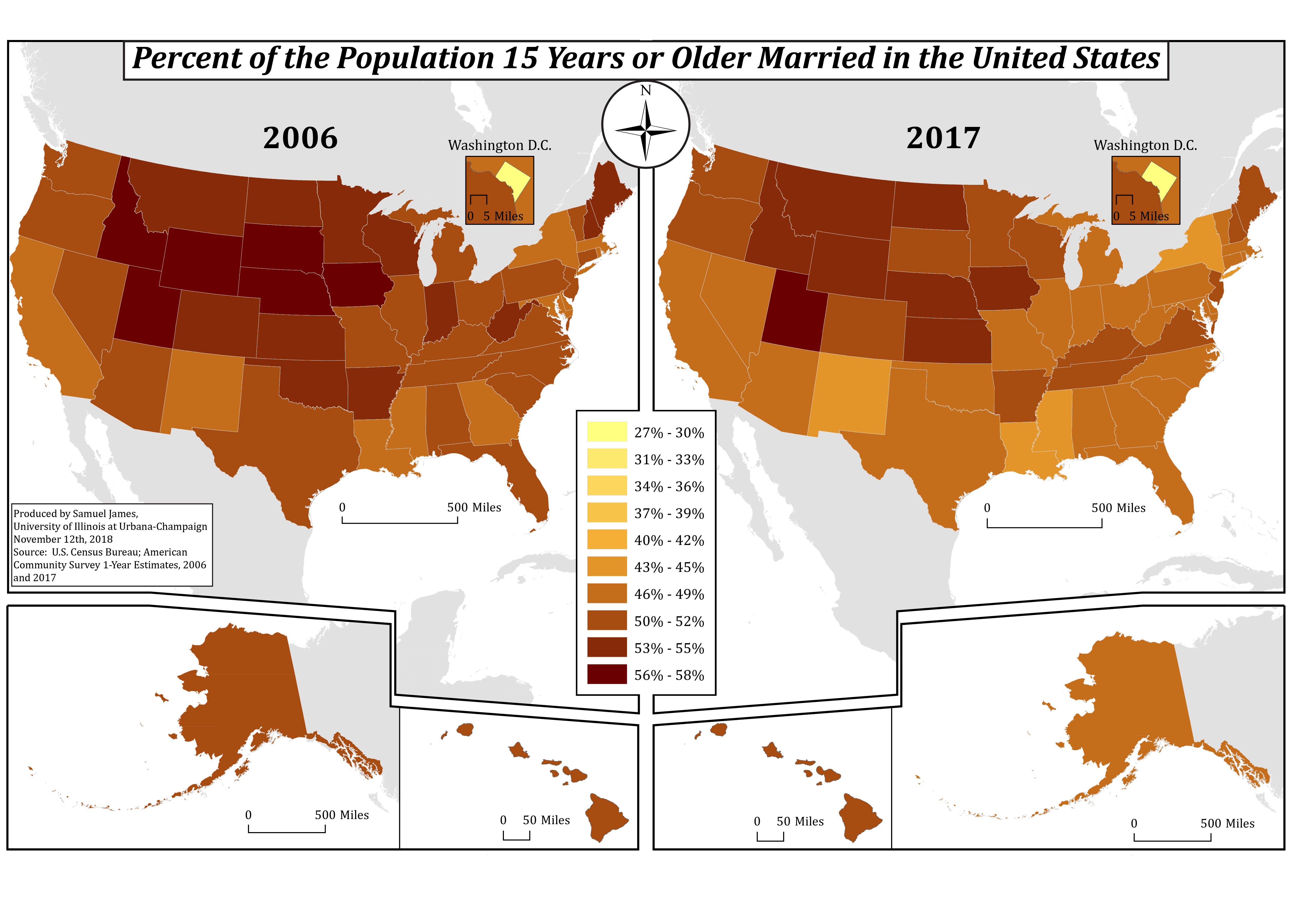
各州での15歳以上の婚姻率。2006年（左）と2017年（右）。

アメリカ合衆国各地における同性婚の法的位置づけ。濃紺：合法、紫：容認、灰：否認。

婚姻法は各州で制定されている。同性同士の婚姻は現在、カリフォルニア州、マサチューセッツ州、アイオワ州、バーモント州、メイン州、ニューハンプシャー州およびコネチカット州で合法である。ニュージャージー州、オレゴン州、ワシントンD.C.、ワシントン州およびネバダ州では同性カップルが同棲のカップルと共に州レベルの結婚による恩恵を受けられるようにしている。ハワイ州、メリーランド州、およびコロラド州では、同棲カップルに幾らかの恩恵を提供している。ニューヨーク州は州外から来る同性結婚者を認めているが、州内では認めていない。多くの州では出身州で違法の場合に州境を越えて結婚する資格を得ることを違法としている。典型的な結婚式ではカップルが親戚知人の前で互いに献身的であることを宣誓する。これはその信仰に従って牧師、僧侶あるいはラビなどのような宗教人によって差配されることが多い。伝統的なキリスト教徒の結婚式では新婦の父が新婦を新郎に手渡す儀式がある。宗教によらない式も普通にあり、判事、治安判事あるいは自治体役人が差配することが多い。
離婚は州政府の管轄範囲なので離婚法も州毎に異なる。1970年代までは、離婚する片割れはもう一方が放棄や密通のような犯罪あるいは罪があることを主張する必要があった。双方が単純にうまくいかない場合、弁護士達が協議離婚を創り出す必要があった。無過失離婚という革命は1969年のカリフォルニア州で始まり、1985年のサウスダコタ州が最後の州となった。「和解し難い不和」に基づく無過失離婚は現在全ての州で可能である。しかし、多くの州は最近正式な離婚判決の前に別居期間を求めてきた。州法では子供が関わる場合の子供支援法を提供し、時には児童扶養手当を定めている。結婚している成人は20年前の2.5倍、50年前の4倍の確率で離婚している。新婚カップルの40ないし60%は離婚に終わる。結婚から5年以内に終わる確率は20%、10年以内に終わる確率は33%になっている。継父母と住むことになる16歳以下の子供の確率はおそらく25%である。結婚生活の永続期間の中央値は11年間であり、離婚の90%は法廷外で決着している。

### 両性の役割
1970年代以降、男性と女性の伝統的な性の役割が、法的にもまた社会的意味においても異議を唱えられるようになった。今日法律で一方の性に限定されるような役割はほとんどなくなっている。軍隊は著名な例外であり、女性は直接戦闘に投入されることを法律で禁じられている。しかし、非対称戦争では事実上女性を直接戦闘にかかわる状況に置くことがあった。
社会的役割の大半について法律で性による規制をおこなっていないが、特定の役割を取り巻く文化的抑制はいまでも存在する。女性が職場に進出するようになって、労働力に占める比率は1900年の18.3%から2000年の46.6%にまで増加した。
2012年の選挙で上院20人、下院77人の女性が当選して過去最高になった。
しかし、大半の男性は伝統的な全日の家事労働を行ってはおらず、同様に伝統的に女性の仕事だった受付や看護師になる男性は少ない（看護師は南北戦争まで男性の仕事だった）。

## 葬儀
アメリカ人は愛する者の死後数日間葬儀場で通夜を行う習慣がある。棺桶にのぞき窓がある場合、死者の体は防腐処置を施され、きれいな衣類に包まれる。伝統的なユダヤ教やイスラム教の儀式では儀礼上の沐浴があり防腐処理はない。国内の遠隔地から友人、親戚および知人が集まり、死者に対する「最後の敬意」を払う。棺には花が入れられ、時には弔辞、哀歌、個人の逸話あるいは集団による祈りが添えられる。さもなければ、出席者が座るか立ちあるいは跪いて静かに瞑想するか祈る。死者の額に接吻するのはイタリア系アメリカ人などでは習慣になっている。寡婦あるいは未亡人および近い親戚に対しては哀悼の言葉が述べられる。
葬儀は死の直後あるいは翌日に行われる。葬儀の様式は宗教や文化によって異なる。アメリカのカトリック教徒は通常教会で葬送ミサを行い、時には鎮魂ミサの形を取る。ユダヤ系アメリカ人はシナゴーグで儀式を行う。担ぎ手が死者の棺を担って霊柩車まで運び、最後の休息所通常は墓地まで葬送を行う。ニューオーリンズの特徴あるジャズ葬儀では葬列の間陽気で騒々しい音楽とダンスが演じられる。
いわゆる葬祭業がアメリカで発達し、以前の形式的な伝統に置き換わってきた。葬儀場が使われるようになる前は、通夜は通常の個人宅で行われていた。この目的で最も優美な部屋が取って置かれることも多かった。

### 庭園墓地
1831年に設立されたマウントオーバーン墓地は「アメリカで最初の庭園墓地」として知られている。
アメリカの墓地はそれ以来公園のような設定で特徴あるものになっている。
墓の並びは芝生で囲われ、樹木や花が散在している。墓石、霊廟、彫像あるいは簡単な銘板で個々の墓を識別できるようにしている。火葬もよく行われる習慣であるが、幾つかの宗教では嫌われている。
死者の灰は通常骨壺に入れられ、個人の家に置かれるか、埋葬される。灰が空中に撒かれることもある。灰の「散骨」は非公式な儀式の一部であり、死者の好んだ自然景観の良い場所（崖、湖あるいは山）で行われることが多い。

## 家族構成

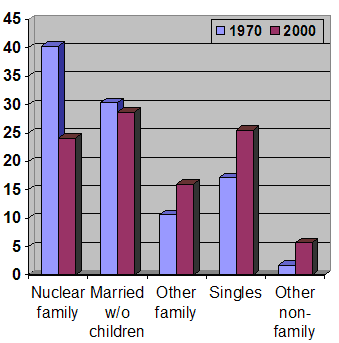
アメリカ合衆国における家族構成は平均的と考えられる特定のものが無くなって、より多様化が進んだ

今日アメリカ合衆国における家族構成は社会の多様化と動的性格を反映している。20世紀の比較的短期間、大半の家族は核家族（結婚した2人の成人と1人の生物学上の子供）という概念に拘った時期があったが、現在では一人親家庭、子供のいないカップル、および融合家族がその大半を占めるようになった。アメリカ人の大半はその生涯で少なくとも1回結婚して離婚している。このために大半は様々な家族構成の中で暮らしている。一人親で育った者が結婚して子供のいないカップルとなる、その後に離婚して数年間は独身で過ごし、再婚し、子供をもうけて核家族として暮らすというパターンがある。
アメリカの家族構成で別の変化と言えば、ダブルインカム世帯と若者が独立する年齢の高齢化である。1950年代や1960年代の家庭は一人の稼ぎ手、大半は夫にその収入を頼っていたが、現在は稼ぎ手が2人いることの方が多い。もう一つの変化は子供が両親の家を離れる年齢が上がり続けていることである。伝統的に大学年齢を過ぎて両親と住んでいる者は否定的に見られていたが、今日では30代半ばを過ぎても両親と共に生活する子供達が普通に見られる。この傾向は過去数十年間よりも生活費が遙かに高騰してきたことが大きく寄与している可能性がある。かくして多くの若い成人が20代半ばを過ぎても両親の元に留まるようになった。この話題は2005年のタイム誌の記事でも取り上げられた。20代半ばで家を離れる習慣に対する例外は特にイタリア系アメリカ人やヒスパニック系アメリカ人の間で、またニューヨーク市やカリフォルニア州およびホノルル市のような高額の都市不動産市場で起こっている。これらの地域では1ヶ月の賃借料が1,000ドルを超えることが多い。
| 年   | 家族 (69.7%)           | 家族 (69.7%)           | 家族 (69.7%) | 家族 (69.7%) | 非家族 (31.2%) | 非家族 (31.2%) | 非家族 (31.2%) |
| 年   | 既婚のカップル (52.5%) | 既婚のカップル (52.5%) | 片親         | 非血縁の家族 | 単身 (25.5%)   | 単身 (25.5%)   | その他の非家族 |
| 年   | 核家族                 | 子供のいないカップル   | 片親         | 非血縁の家族 | 男性           | 女性           | その他の非家族 |
| ---- | ---------------------- | ---------------------- | ------------ | ------------ | -------------- | -------------- | -------------- |
| 2000 | 24.1%                  | 28.7%                  | 9.9%         | 7%           | 10.7%          | 14.8%          | 5.7%           |
| 1970 | 40.3%                  | 30.3%                  | 5.2%         | 5.5%         | 5.6%           | 11.5%          | 1.7%           |

一人親世帯は一人の成人（大半は女性）と1人以上の子供で構成され、ほとんどゼロに等しい他方の親からの支援で子供を育てている。この親は家族唯一の「大黒柱」であり、経済的には特に脆弱である。貧困線以下である確率が高く、子供達は教育機会について問題になりやすい。

## 地域による変化
アメリカ合衆国の地域による文化の違いは、ニューイングランド、大西洋岸中部、南部、中西部、南西部、西部および太平洋岸北西部の各記事で検討されている。カリフォルニア州、オレゴン州およびワシントン州で構成されるアメリカ大陸の西海岸は時として残された海岸とも呼ばれ、政治的指向や傾向が革新的な基準、習俗および価値観に向いていることを示している。強い文化的違いは南北戦争以前の時代にあった南部の奴隷制社会が主な例として機能する長い歴史がある。北部州と南部州の間の社会だけでなく経済的緊張関係が厳しかったので、南部は独立国家であるアメリカ連合国の結成を宣言することになった。かくして南北戦争が起こった。地域的変化の一例は性に関する議論に対する態度であり、北東部ではあまり制限が無いが、南部ではタブーと見られる傾向がある。